# Милан Бутозан
Милан Бутозан (Панчево, 28. новембар 1905 — Загреб, 30. март 1943) био је српски сликар, вајар, графичар, књижевник, ликовни критичар и педагог, кога су убиле усташе у току Другог светског рата.

## Биографија
Милан Бутозан, академски сликар, вајар, графичар, књижевник, ликовни критичар и педагог, родио се у Панчеву 1905. године. Основно и гимазијско образовање стиче у родном Панчеву, озбиљно уметничко школовање почиње на Краљевској уметничкој академији у Загребу, у класи тада чувеног професора Јозе Кљаковића, специјализујући се за израду фресака, а завршава га у Београду, на Уметничкој школи, 1931. године.
Уметнички опус Бутозана обухвата 2000 радова: бројне портрете, 2 циклуса фресака, око 1000 графика и најмање 15 скулптура, излаганих на бројним самосталним и групним изложбама у Панчеву,(1933, 1934, 1939) Београду (1933), Загребу (1932,1934,1936 и 1940) и иностранству. Његова дела данас се налазе у више музејских и приватних збирки на читавом подручју бивше Југославије, Швајцарске и Аустрије док се његова лична заоставштина, дневник и документација на око 6000 страна чувају у Архиву за ликовне уметности ХАЗУ у Загребу. У међувремену, приређене су у Панчеву и његове две ретроспективне изложбе, 1959. и 2004. године.
Умро (убијен) је у Загребу 1943. године, под још увек неразјашњеним околностима званично, приликом саслушања у полицији. Ни дан данас се не зна где је сахрањен.

## Галерија
- Биста жене
- Перунике, ~1935
- Милан Бутозан: Кућице (1935-37.)
- Милан Бутозан: Балкони загребачки горњи град
- Милан Бутозан: Фреска у капели на православном гробљу у Панчеву